# Melica arzivencoi
Melica arzivencoi là một loài thực vật có hoa trong họ Hòa thảo. Loài này được Valls & Barcellos mô tả khoa học đầu tiên năm 1973.